# Lautoka FC
Lautoka FC – fidżyjski klub piłkarski, mający siedzibę w mieście Lautoka. Występuje w National Football League, pierwszym poziomie rozgrywkowym na Fidżi.

## Historia
Lautoka FC został założony w 1934 roku pod przewodnictwem Johna Bairagiego pod nazwą Lautoka Soccer Football Association. Klub ten był jednym z założycieli Indyjskiego Związku Piłki Nożnej na Fidżi, który później przekształcił się w Fiji Football Association.

## Stadion
Lautoka FC rozgrywa swoje mecze na Churchill Park.

## Skład
Stan na: 27 stycznia 2022
| Nr | Poz. | Piłkarz                 |
| -- | ---- | ----------------------- |
| 1  | BR   | Viliame Tabucala        |
| 2  | PO   | Marika Rawasoi          |
| 3  | PO   | Zibraaz Sahib (kapitan) |
| 4  | PO   | Afraz Ali               |
| 5  | PO   | Sitiveni Cavuilagi      |
| 6  | PO   | James Pillay            |
| 7  | PO   | Dave Radrigai           |
| 8  | PO   | Malakai Rakula          |
| 9  | NA   | Raj Pillay              |
| 10 | PO   | Jared Rongosulia        |
| 11 | OB   | Edward Aaron            |
| 13 | PO   | Shivam Naidu            |
| 14 | NA   | Sairusi Nalaubu         |
| 15 | NA   | Sekove Finau            |

| Nr | Poz. | Piłkarz                |
| -- | ---- | ---------------------- |
| 17 | OB   | Kolinio Sivoki         |
| 18 | PO   | Shifaaz Ali            |
| 19 | NA   | Amena Bolaitamana      |
| 20 | NA   | Wilson Doedoke         |
| 22 | BR   | Benaminio Mateinaaqara |
|    | BR   | Joela Biuvanua         |
|    | BR   | Epeli Loaniceva        |
|    | BR   | Misiwani Nairube       |
|    | OB   | Sanaila Seruisavou     |
|    | OB   | Antonio Tuivuna        |
|    | PO   | Edward Naicker         |
|    | PO   | Apimeleki Waqa         |
|    | PO   | Aporosa Yada           |
|    | NA   | Edward Justin          |

## Sukcesy
- Inter-District Championship (18×)[4]: 1941, 1942, 1949, 1950, 1953, 1957, 1958, 1959, 1962, 1964, 1965, 1973, 1984, 1985, 2005, 2008, 2017, 2018
- National Football League (7×)[4]: 1984, 1988, 2009, 2017, 2018, 2021, 2023
- Puchar Fidżi (2×)[4][5]: 1997, 2000, 2002
- Battle of the Giants (2×)[4]: 1985, 2016